# 由比ヶ浜駅
由比ヶ浜駅（ゆいがはまえき）は、神奈川県鎌倉市由比ガ浜三丁目にある、江ノ島電鉄の駅である。駅番号はEN13。

## 歴史
- 1907年（明治40年）8月16日：開業。

## 駅構造

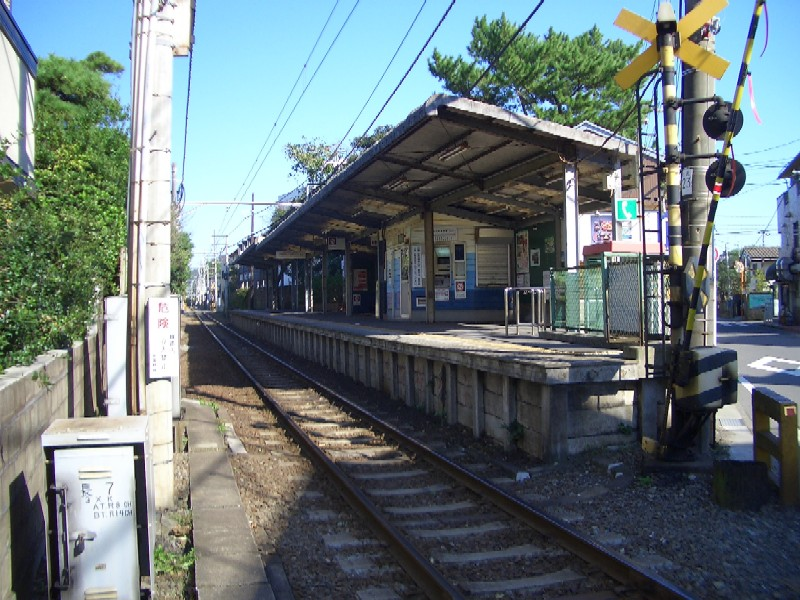
藤沢方の踏切からホームを望む（2004年10月）

単式ホーム1面1線を有する地上駅。無人駅であるが、夏休みや正月には警備員が配置される。自動券売機の他、ICカード用簡易改札機とタッチ決済・QRコード決済リーダー機が設置されている。2010年3月には出入口にスロープが設置され、階段のないバリアフリー構造となった。トイレは、駅舎の裏手(改札内)に設置されている。

## 利用状況
2019年（令和元年）度の1日平均乗降人員は2,449人であり、江ノ電全15駅中11位。
近年の1日平均乗降・乗車人員の推移は下表の通り。
| 年度               | 1日平均 乗降人員 | 1日平均 乗車人員 | 出典     |
| ------------------ | ---------------- | ---------------- | -------- |
| 1995年（平成07年） |                  | 628              | [ * 1 ]  |
| 1998年（平成10年） |                  | 531              | [ * 2 ]  |
| 1999年（平成11年） |                  | 521              | [ * 3 ]  |
| 2000年（平成12年） |                  | 480              | [ * 3 ]  |
| 2001年（平成13年） |                  | 504              | [ * 4 ]  |
| 2002年（平成14年） |                  | 519              | [ * 5 ]  |
| 2003年（平成15年） |                  | 512              | [ * 6 ]  |
| 2004年（平成16年） |                  | 518              | [ * 7 ]  |
| 2005年（平成17年） |                  | 531              | [ * 8 ]  |
| 2006年（平成18年） |                  | 584              | [ * 9 ]  |
| 2007年（平成19年） |                  | 437              | [ * 10 ] |
| 2008年（平成20年） | 971              | 391              | [ * 11 ] |
| 2009年（平成21年） |                  | 335              | [ * 12 ] |
| 2010年（平成22年） |                  | 323              | [ * 13 ] |
| 2011年（平成23年） | 880              | 297              | [ * 14 ] |
| 2012年（平成24年） | 1,754            | 869              | [ * 15 ] |
| 2013年（平成25年） | 1,823            | 925              | [ * 16 ] |
| 2014年（平成26年） | 1,943            | 986              | [ * 17 ] |
| 2015年（平成27年） | 2,013            | 1,022            | [ * 18 ] |
| 2016年（平成28年） | 2,062            | 1,046            | [ * 19 ] |
| 2017年（平成29年） | 2,601            | 1,312            | [ * 20 ] |
| 2018年（平成30年） | 2,680            | 1,362            | [ * 21 ] |
| 2019年（令和元年） | 2,449            |                  |          |

## 駅周辺
- 甘縄神明神社 徒歩10分
- 高浜虚子歌碑（波音の 由比ヶ浜より 初電車） 徒歩5分
- 鎌倉警察署長谷交番 徒歩4分
- 由比ガ浜郵便局 徒歩7分
- 鎌倉FM 徒歩7分
- 由比ヶ浜海水浴場 徒歩5分
- 材木座海水浴場 徒歩12分
- 鎌倉文学館 徒歩7分
- 吉屋信子記念館 徒歩9分
- 京浜急行バス、江ノ電バス「長谷東町」停留所
  - 北側に並行する神奈川県道311号鎌倉葉山線（由比ガ浜大通り）上

## 隣の駅
江ノ島電鉄
 江ノ島電鉄線
長谷駅 (EN12) - 由比ヶ浜駅 (EN13) - 和田塚駅 (EN14)